# Lithobius antipai
Lithobius antipai är en mångfotingart som beskrevs av Matic 1969. Lithobius antipai ingår i släktet Lithobius och familjen stenkrypare.
Artens utbredningsområde är:
- Iran.
- Azerbajdzjan.

Inga underarter finns listade i Catalogue of Life.